# Tour Auvergne-Rhône-Alpes
El Tour Auvergne-Rhône-Alpes (anomenat Critèrium del Dauphiné fins 2025 o Critèrium del Dauphiné Libéré fins al 2010) és una cursa ciclista per etapes que es disputa a la regió francesa del Delfinat durant la primera part del mes de juny. La cursa va ser creada l'any 1947 pel diari Le Dauphiné libéré, del qual pren la cursa el nom. Durant molts anys l'organització de la cursa va ser compartida entre els editors de diari i l'Amaury Sport Organisation (ASO); el 2010, el diari va cedir tota la responsabilitat de l'organització a l'ASO, i el nom de la cursa va ser escurçat. Juntament amb la Volta a Suïssa forma part de les curses de preparació de cara al Tour de França, que es disputa durant el juliol, i està enquadrada dins el calendari de l'UCI World Tour.
En ser el Delfinat una zona muntanyosa, els guanyadors solen ser grans escaladors. Moltes pujades que s'han fet famoses al Tour de França, com el Ventor, el Galibier o el coll de la Chartreuse, són superats habitualment en el Critèrium del Dauphiné.
El primer vencedor del Dauphiné Libéré, el 1947, fou el polonès Edouard Klabinski, mentre Nello Lauredi, Luis Ocaña, Charly Mottet, Bernard Hinault i Chris Froome ostenten el rècord de victòries, amb tres cadascun.

## Palmarès
| Any                          | Vencedor                     | Segon                      | Tercer                           |
| ---------------------------- | ---------------------------- | -------------------------- | -------------------------------- |
| Dauphiné Libéré              |                              |                            |                                  |
| 1947                         | Edouard Klabinski            | Gino Sciardis              | Fermo Camellini                  |
| 1948                         | Édouard Fachleitner          | Paul Giguet                | Jean Robic                       |
| 1949                         | Lucien Lazaridès             | Jean Robic                 | Fermo Camellini                  |
| 1950                         | Nello Lauredi                | Apo Lazaridès              | Jean Diederich                   |
| 1951                         | Nello Lauredi                | Antonin Rolland            | Lucien Lazaridès                 |
| 1952                         | Jean Dotto                   | Nello Lauredi              | Jean Le Guilly                   |
| 1953                         | Lucien Teisseire             | Charly Gaul                | Jean Robic                       |
| 1954                         | Nello Lauredi                | Jean-Pierre Schmitz        | Pierre Molinéris                 |
| 1955                         | Louison Bobet                | Roger Walkowiak            | Marcel De Mulder                 |
| 1956                         | Alex Close                   | Antonin Rolland            | Fernand Picot                    |
| 1957                         | Marcel Rohrbach              | René Privat                | Jean-Pierre Schmitz              |
| 1958                         | Louis Rostollan              | Francis Pipelin            | Jean-Pierre Schmitz              |
| 1959                         | Henry Anglade                | Raymond Mastrotto          | Roger Rivière                    |
| 1960                         | Jean Dotto                   | Raymond Mastrotto          | Gérard Thiélin                   |
| 1961                         | Brian Robinson               | Raymond Mastrotto          | François Mahé                    |
| 1962                         | Raymond Mastrotto            | Hans Junkermann            | Raymond Poulidor                 |
| 1963                         | Jacques Anquetil             | José Pérez Francés         | Fernando Manzaneque Sánchez      |
| 1964                         | Valentín Uriona Lauciriga    | Raymond Poulidor           | Esteban Martín Jiménez           |
| 1965                         | Jacques Anquetil             | Raymond Poulidor           | Karl-Heinz Kunde                 |
| 1966                         | Raymond Poulidor             | Carlos Echeverría Zudaire  | Francisco Gabicacogeascoa Ibarra |
| 1967-1968 No disputada       |                              |                            |                                  |
| 1969                         | Raymond Poulidor             | Ferdinand Bracke           | Roger Pingeon                    |
| 1970                         | Jesús Luis Ocaña Pernía      | Roger Pingeon              | Herman Van Springel              |
| 1971                         | Eddy Merckx                  | Jesús Luis Ocaña Pernía    | Bernard Thévenet                 |
| 1972                         | Jesús Luis Ocaña Pernía      | Bernard Thévenet           | Lucien Van Impe                  |
| 1973                         | Jesús Luis Ocaña Pernía      | Bernard Thévenet           | Joop Zoetemelk                   |
| 1974                         | Alain Santy                  | Raymond Poulidor           | Jean-Pierre Danguillaume         |
| 1975                         | Bernard Thévenet             | Francesco Moser            | Joop Zoetemelk                   |
| 1976                         | Bernard Thévenet             | Vicente López Carril       | Raymond Delisle                  |
| 1977                         | Bernard Hinault              | Bernard Thévenet           | Lucien Van Impe                  |
| 1978                         | Michel Pollentier            | Mariano Martínez           | Francisco Galdós Gauna           |
| 1979                         | Bernard Hinault              | Henk Lubberding            | Francisco Galdós Gauna           |
| 1980                         | Johan van der Velde          | Raymond Martin             | Joaquim Agostinho                |
| 1981                         | Bernard Hinault              | Joaquim Agostinho          | Greg LeMond                      |
| 1982                         | Michel Laurent               | Jean-René Bernaudeau       | Pascal Simon                     |
| 1983                         | Greg LeMond                  | Robert Millar              | Robert Alban                     |
| 1984                         | Martín Ramírez Ramírez       | Bernard Hinault            | Greg LeMond                      |
| 1985                         | Phil Anderson                | Steven Rooks               | Pierre Bazzo                     |
| 1986                         | Urs Zimmermann               | Ronan Pensec               | Joop Zoetemelk                   |
| 1987                         | Charly Mottet                | Henry Cárdenas Orduz       | Ronan Pensec                     |
| 1988                         | Luis Alberto Herrera Herrera | Niki Rüttimann             | Charly Mottet                    |
| 1989                         | Charly Mottet                | Robert Millar              | Thierry Claveyrolat              |
| 1990                         | Robert Millar                | Thierry Claveyrolat        | Álvaro Mejía Castrillón          |
| 1991                         | Luis Alberto Herrera Herrera | Laudelino Cubino González  | Tony Rominger                    |
| 1992                         | Charly Mottet                | Luc Leblanc                | Gianni Bugno                     |
| 1993                         | Laurent Dufaux               | Oliverio Rincón Quintana   | Éric Boyer                       |
| 1994                         | Laurent Dufaux               | Ronan Pensec               | Artūras Kasputis                 |
| 1995                         | Miguel Indurain Larraya      | Christopher Miles Boardman | Vicente Aparicio Vila            |
| 1996                         | Miguel Indurain Larraya      | Tony Rominger              | Richard Virenque                 |
| 1997                         | Udo Bölts                    | Abraham Olano Manzano      | Jean-Cyril Robin                 |
| 1998                         | Armand de Las Cuevas         | Miguel Ángel Peña Cáceres  | Andrei Teteriuk                  |
| 1999                         | Alekszandr Vinokurov         | Jonathan Vaughters         | Wladimir Belli                   |
| 2000                         | Tyler Hamilton               | Haimar Zubeldia Agirre     | Lance Armstrong                  |
| 2001                         | Christophe Moreau            | Pàvel Tonkov               | Benoît Salmon                    |
| Critérium du Dauphiné Libéré |                              |                            |                                  |
| 2002                         | Lance Armstrong              | Floyd Landis               | Christophe Moreau                |
| 2003                         | Lance Armstrong              | Iban Mayo Díez             | David Millar                     |
| 2004                         | Iban Mayo Díez               | Tyler Hamilton             | Óscar Sevilla Rivera             |
| 2005                         | Iñigo Landaluze Intxaurraga  | Santiago Botero Echeverry  | Levi Leipheimer                  |
| 2006                         | Levi Leipheimer              | Christophe Moreau          | Bernhard Kohl                    |
| 2007                         | Christophe Moreau            | Cadel Evans                | Andrei Kàixetxkin                |
| 2008                         | Alejandro Valverde Belmonte  | Cadel Evans                | Levi Leipheimer                  |
| 2009                         | Alejandro Valverde Belmonte  | Cadel Evans                | Alberto Contador Velasco         |
| Critérium du Dauphiné        |                              |                            |                                  |
| 2010                         | Janez Brajkovič              | Alberto Contador Velasco   | Tejay van Garderen               |
| 2011                         | Bradley Wiggins              | Cadel Evans                | Alekszandr Vinokurov             |
| 2012                         | Bradley Wiggins              | Michael Rogers             | Cadel Evans                      |
| 2013                         | Christopher Froome           | Richie Porte               | Daniel Moreno Fernández          |
| 2014                         | Andrew Talansky              | Alberto Contador Velasco   | Jurgen Van den Broeck            |
| 2015                         | Christopher Froome           | Tejay van Garderen         | Rui Alberto Faria da Costa       |
| 2016                         | Christopher Froome           | Romain Bardet              | Daniel Martin                    |
| 2017                         | Jakob Fuglsang               | Richie Porte               | Daniel Martin                    |
| 2018                         | Geraint Thomas               | Adam Yates                 | Romain Bardet                    |
| 2019                         | Jakob Fuglsang               | Tejay van Garderen         | Emanuel Buchmann                 |
| 2020                         | Daniel Martínez Poveda       | Thibaut Pinot              | Guillaume Martin                 |
| 2021                         | Richie Porte                 | Aleksei Lutsenko           | Geraint Thomas                   |
| 2022                         | Primož Roglič                | Jonas Vingegaard           | Ben O'Connor                     |
| 2023                         | Jonas Vingegaard             | Adam Yates                 | Ben O'Connor                     |
| 2024                         | Primož Roglič                | Matteo Jorgenson           | Derek Gee                        |
| 2025                         | Tadej Pogačar                | Jonas Vingegaard           | Florian Lipowitz                 |